# Elena Cassandra Tarabotti
Elena Cassandra Tarabotti, in religione suor Arcangela (Venezia, 1604 – Venezia, 28 febbraio 1652) è stata una religiosa e scrittrice italiana.

## Biografia
Elena Cassandra Tarabotti nasce a Venezia nel 1604; anche se la data di nascita è incerta, fu battezzata il 24 febbraio nella parrocchia di San Pietro. La sua famiglia apparteneva al ceto dei cittadini o al ricco artigianato, il padre Stefano "molto esperto nelle cose di mare" secondo la definizione dello storico E. V. Cicogna,in realtà dal 1617 aveva una fabbrica di sublimati; la madre era Maria Cadena, orfana di un gioielliere, Lorenzo del fu Giovanni. Vivevano nel sestiere di Castello, una zona popolare nota per le attività legate all'Arsenale, dove si trovavano infilatrici di perle, marinai, costruttori di remi, vele ecc.. Prima di sette sorelle e quattro fratelli, di cui solo due raggiungeranno l'età adulta, sarà l’unica ad essere destinata, contro la sua volontà, a diventare monaca nel monastero benedettino di Sant'Anna in Castello.
Elena Cassandra infatti aveva ereditato proprio da suo padre un difetto fisico, la zoppia, cosa che per l'epoca la rendeva ancora meno appetibile al mercato matrimoniale, specialmente in assenza di una dote matrimoniale congrua: anche per questo fu probabilmente destinata ad entrare in monastero.

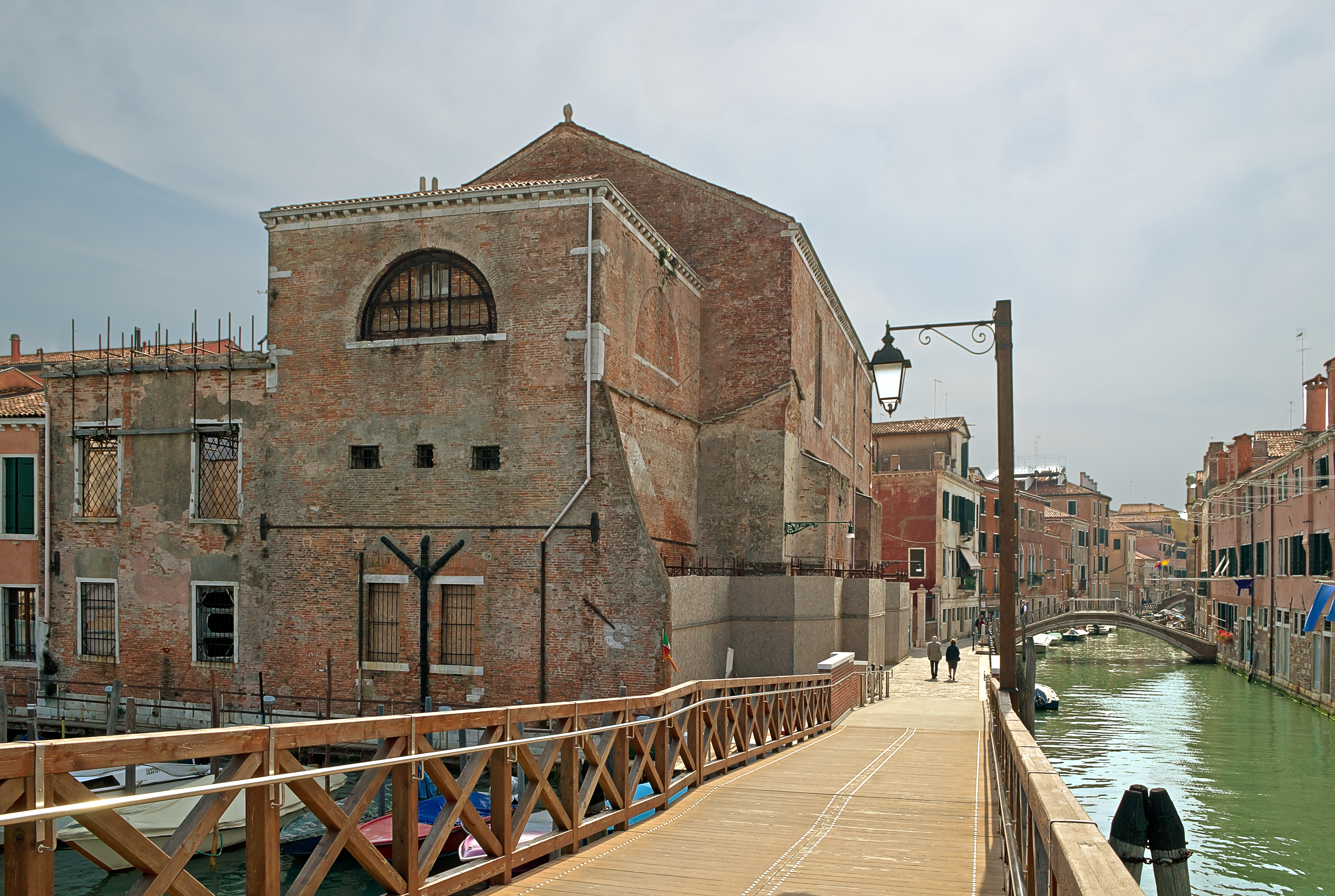
La Chiesa del monastero di Sant'Anna in Castello a Venezia dove suor Arcangela Tarabotti entrò nel 1617

### Suor Arcangela
A suo dire in monastero dal 1615, Elena Cassandra appare fra le carte del monastero di Sant'Anna in Castello dal 1617. Tre anni dopo, l'8 settembre 1620, fece la cerimonia della vestizione diventando suor Arcangela, nome con il quale firmerà anche alcune delle sue opere, nelle quali denuncerà la drammatica realtà delle monacazioni forzate, ma anche la più generale condizione delle donne alla sua epoca e nella società. Essa farà la professione solenne nel 1623 e verrà poi probabilmente consacrata dopo il 1629. Arcangela non uscirà più dal monastero, dove vivrà per oltre trent'anni e dove morirà il 28 febbraio nel 1652.

## Opere
Arcangela Tarabotti scrisse e riuscì a pubblicare diverse opere per denunciare la condizione delle monache forzate, fornendo in controluce una lettura sulla propria condizione, ma in realtà scrivendo dei pamphlet di denuncia politica che riguardano la condizione più generale delle donne. Muovendo dalla propria esperienza, riesce a dare un quadro preciso delle motivazioni sociali, economiche e politiche che riguardavano la condizione delle veneziane nella sua epoca, prima fra tutte circa la questione della dote matrimoniale o spirituale (ugualmente necessaria per entrare in convento).
Le sue opere possono essere suddivise tematicamente e viste come una trilogia sulla condizione delle monacate con La Semplicità Ingannata (ovvero La Tirannia paterna), L'Inferno monacale e il Paradiso monacale; un dittico protofemminista con L'Antisatira di Arcangela Tarabotti in risposta al Lusso donnesco e con Che le donne siano della specie degli uomini, e un nucleo invece a sé stante, a coronamento della sua carriera letteraria, con le Lettere familiari e di complimento. A esse vanno aggiunte le opere rimaste manoscritte e andate perdute.

### La semplicità ingannata (ossiaLa tirannia paterna)
Prima opera che probabilmente scrisse prima del 1642, partendo dalla sua condizione non dichiarata di monacata forzatamente, in essa descrive la durezza dell’esistenza delle donne, non solo di quante erano state costrette alla monacazione, ma anche di quante restavano al mondo e subivano una costante, pesante discriminazione.  In quest'opera Arcangela Tarabotti denuncia la condizione della forzatura, che non è una situazione isolata ma un costume adottato, abusato nella società veneziana, dai padri che ingannano le figlie per farle entrare in monastero, dallo Stato, la Repubblica di Venezia - che permette questa pratica per preservare la classe nobiliare -, e pure dalle autorità ecclesiastiche, che, dopo aver creato a Trento gli strumenti per impedirla, sono troppo superficiali nell'indagare la reale vocazione delle future monache, e dunque  complici nell’inganno.
L’opera presenta una struttura che si ritroverà anche negli altri suoi scritti, con una nota dedicatoria e la suddivisione in tre libri, e, grazie agli sforzi di Arcangela e dei suoi amici francesi, verrà pubblicata solo dopo la sua morte, nel 1654, presso gli editori Elzevier di Leida, con il titolo de La semplicità ingannata e sotto lo pseudonimo di Galerana Baratotti. La nota dedicatoria viene anch’essa cambiata: infatti ne La Tirannia paterna l'opera era indirizzata alla Repubblica veneziana, qui invece Arcangela Tarabotti si rivolge direttamente a Dio, il quale è l’unico a conoscere la verità in una società di ingannatori. Nella Lettera al lettore l’autrice spiega che non parla per astio, ma per denunciare l’inganno orribile che condanna esseri viventi nati liberi a restare chiusi tra delle mura del convento per sempre. Come nella prima versione rimasta manoscritta, suor Arcangela prende le difese delle donne contro i ripetuti attacchi misogini dell’epoca, che nel Seicento si richiamano alla più vasta Querelle des femmes. Nello specifico risponde alle numerose critiche rivolte al genere femminile, rileggendo il mito di Eva e confutando l’evidenza per la quale, se Eva aveva peccato, era perché, a differenza delle donne della sua epoca, era libera di pensare e decidere. La polemica con lo scrittore Ferrante Pallavicino, citato apertamente nel manoscritto e nella versione a stampa solo adombrato, dimostra quanto Arcangela fosse addentro alla produzione letteraria della sua epoca.

### L’inferno monacale(1990 e 2024)
In quest'opera, composta prima del 1643 e rimasta inedita e manoscritta fino alla fine del XX secolo, perché ritenuta non pubblicabile dall'autrice stessa, si ritrovano temi analoghi a quelli già affrontati nella Tirannia paterna, ma l'autrice narra passo passo tutte le fasi dell'ingresso in monastero, gli inganni delle famiglie per indurre bambine e ragazze a entrare, la disperazione alla vista dei privilegi concessi alla sorella che invece va sposa, la convivenza con le altre monache, gli episodi che descrivono l'abbrutimento dell'animo di chi è costretta a una vita che non voleva, fino alla perdita della propria anima. L’opera si apre con due note dedicatorie, una alla Repubblica di Venezia, e che era in realtà quella originaria della Tirannia paterna, e una invece rivolta proprio a quei padri e parenti che avevano costretto le proprie figlie ad una vita piena di disagi e sofferenze. Arcangela comprende i meccanismi profondi che costringono le ragazze a entrare in monastero quasi fossero pubblici depositi: da un lato la volontà dei padri di non spendere in doti matrimoniali, dall'altro la volontà del patriziato di mantenere esiguo il numero dei suoi membri.

### Il Paradiso monacale(1643)
Seppur forse ultima opera del trittico pensato, diventa la prima opera pubblicata da Arcangela Tarabotti nel 1643. Viene dedicata al cardinale e patriarca di Venezia, Federico Baldissera Bartolomeo Cornaro o Corner, e consiste in un soliloquio con Dio a cui confessa i suoi peccati, che tuttavia, a suo dire, si fermano al solo fatto di portare abiti monacali troppo mondani ed eleganti, senza possedere una forte vocazione religiosa, seguito da tre libri che si dilungano sulle gioie del chiostro. Nella Lettera al lettore pone nel contempo in evidenza invece il motivo del libro, che era quello di sottolineare quanto per una monaca con una reale e attiva vocazione i monasteri fossero luoghi di pace, sottolineando in questo modo, per contrasto, quanto non lo fossero per chi, come lei, non aveva scelto liberamente la vita religiosa.

### L’Antisatira(1644)
Fu la seconda opera pubblicata da suor Arcangela nel 1644 e fu scritta in risposta all'opera di Francesco Buoninsegni e alla sua Satira Mennipea contro il lusso donnesco, nella quale ridicolizzava le donne per le loro acconciature, per il loro modo di vestirsi, per la loro vanità, associando al lusso un senso di peccato e dannazione. L’opera fu dedicata a Vittoria Della Rovere, moglie di Ferdinando II de’ Medici, effettivamente in contatto con l'autrice, come attestano quattro lettere di questa alla granduchessa, e le di lei risposte, conservate presso l'Archivio di Stato di Firenze, oltre a quelle pubblicate nelle sue Lettere.

### Lettere familiari e di complimento(1650)
Furono pubblicate nel 1650 e dedicate a Giovan Francesco Loredan, capo dell’Accademia degli Incogniti. Dalla sua corrispondenza si riscontrano testimonianze che riportano episodi sia della sua vita monastica, ma anche personale e culturale e dei motivi per i quali scrisse le sue opere. L'epistolario rende pienamente testimonianza degli scambi intellettuali che Arcangela ebbe con i maggiori scrittori e pensatori della sua epoca in Italia ma anche all'estero, pur contenendo informazioni da verificare, artatamente suggerite per depistare o per tutelare la propria buona fama.

### Che le donne siano della specie degli uomini - Difesa della donna(1651)
Pubblicata nel 1651, fu l'ultima opera data alle stampe durante la sua vita e uscì sotto lo pseudonimo anagrammatico di Galerana Barcitotti. Fu scritta in risposta a un trattato apparso nel 1647 che sosteneva che le donne non appartenessero alla specie degli uomini e dunque non avessero un'anima ("Che le donne non siamo della spetie degli uomini. Discorso piacevole tradotto da Horatio Plata Romano"). Per difendere le donne da questa accusa, Arcangela usa a sua volta passi tratti dalle Sacre Scritture, di modo da smontare le affermazioni del trattato con i suoi stessi argomenti.

#### Le opere perdute
Il Paradiso monacale e l'Inferno monacale dovevano far parte di una trilogia, sulla falsariga della Divina commedia di Dante, poiché era previsto anche Il Purgatorio delle mal maritate, annunciato nell'Antisatira e nelle Lettere familiari, opera tuttavia andata perduta. Sono rimasti anche i titoli di alcuni scritti, probabilmente di carattere spirituale, citati a più riprese nelle Lettere: Le contemplazioni dell’anima amante, La via lasciata del Cielo e La luce monacal

## Conferenze su Arcangela Tarabotti
- 1997 "Arcangela Tarabotti. A Literary Nun in Baroque Venice", Chicago, Illinois, USA.
- 2006 "Una donna del '600. Intorno ad Arcangela Tarabotti", Venezia, Università Ca' Foscari, Italia.
- 2008 "Donne a Venezia. Spazi di libertà e forme di potere (XVI- XVIII sec.)", Venezia, Università Ca' Foscari, Italia.
- 2014 "L'Inquisizione e le donne", Roma, Archivio della Congregazione per la Dottrina della Fede